# أنديرس تروندسين
أنديرس تروندسين (بالنرويجية البوكمول: Anders Trondsen)‏ (30 مارس 1995 بليلهامر في النرويج - ) هو لاعب كرة قدم نرويجي في مركز الوسط. شارك مع Norway national under-15 association football team ‏ ومنتخب النرويج تحت 16 سنة لكرة القدم ومنتخب النرويج تحت 17 سنة لكرة القدم ومنتخب النرويج تحت 18 سنة لكرة القدم ومنتخب النرويج تحت 19 سنة لكرة القدم ومنتخب النرويج تحت 21 سنة لكرة القدم ومنتخب النرويج لكرة القدم. أما مع النوادي، فقد لعب مع نادي ساربسبورغ 08 ونادي ستابك ونادي ليلهامر ‏.

## روابط خارجية
- أنديرس تروندسين على موقع الاتحاد الأوربي (الإنجليزية)
- أنديرس تروندسين على موقع اتحاد النرويج (النرويجية)
- أنديرس تروندسين على موقع اتحاد تركيا (لاعب) (الإنجليزية)
- أنديرس تروندسين على موقع قاعدة بيانات كرة القدم.إي يو (الإنجليزية)
- أنديرس تروندسين على موقع ناشيونال فوتبول تيمز (الإنجليزية)
- أنديرس تروندسين على موقع Soccerway.com (الإنجليزية)
- أنديرس تروندسين على موقع عالم كرة القدم.نت (الإنجليزية)